# Білинський Олександр Костянтинович
Олександр Костянтинович Білинський (24 листопада 1869, Одеса — 24 листопада 1922, Берестя) — український військовий діяч, генерал-поручник Армії УНР.

## Життєпис
Закінчив у 1886 році Рішельєвську гімназію в Одесі. Згодом Київське піхотне юнкерське училище у 1889 році. Випускник Миколаївської академії Генштабу в Санкт-Петербурзі.
Учасник російсько-японської війни 1904–05. Учасник Першої світової війни, командир 111-ї піхотної дивізії.
В армії Української Держави з 1918 року, командир 13-ї пішої дивізії. Перейшов на бік Директорії, але у квітні вийшов у відставку й виїхав до Польщі.
Навесні 1920 командира запасної бригади Армії УНР в Бердичеві. Згодом перебував у таборах інтернованих частин армії у Польщі.
Проживав у Бресті-Литовському, де й помер.